# Fieno
Il fieno è l'erba essiccata al sole, raccolta e immagazzinata ai fini di alimentare determinati animali.

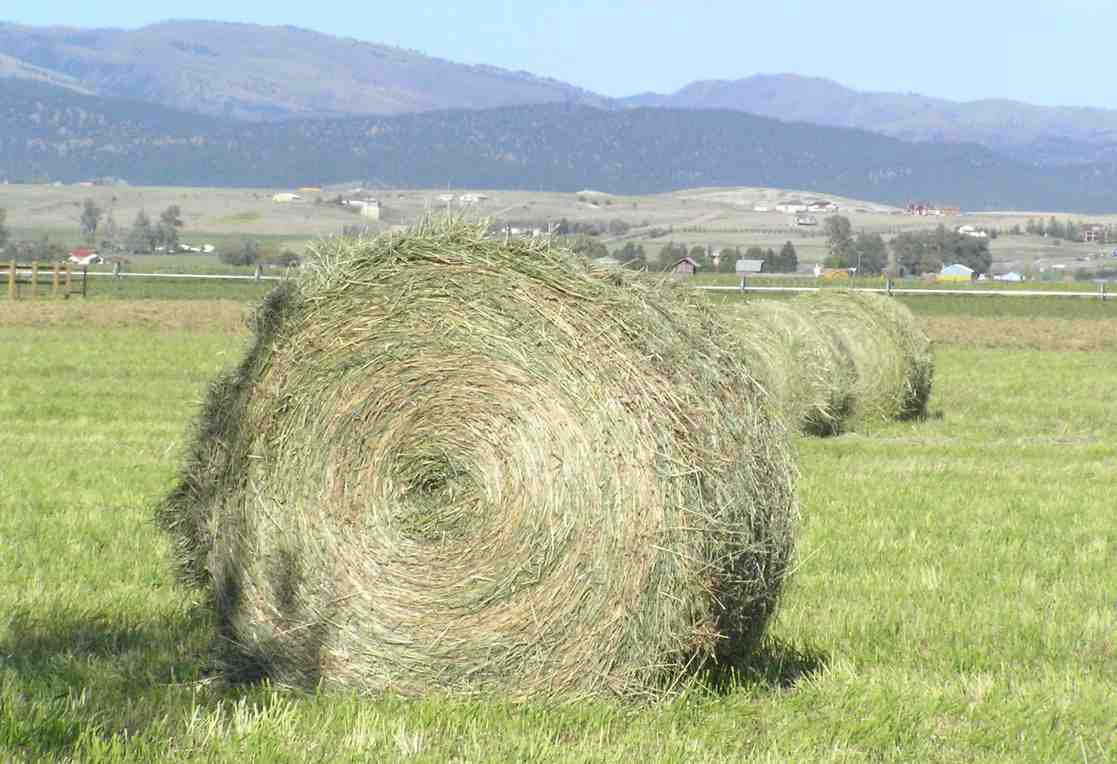
Balla cilindrica di fieno, detta roto-balla

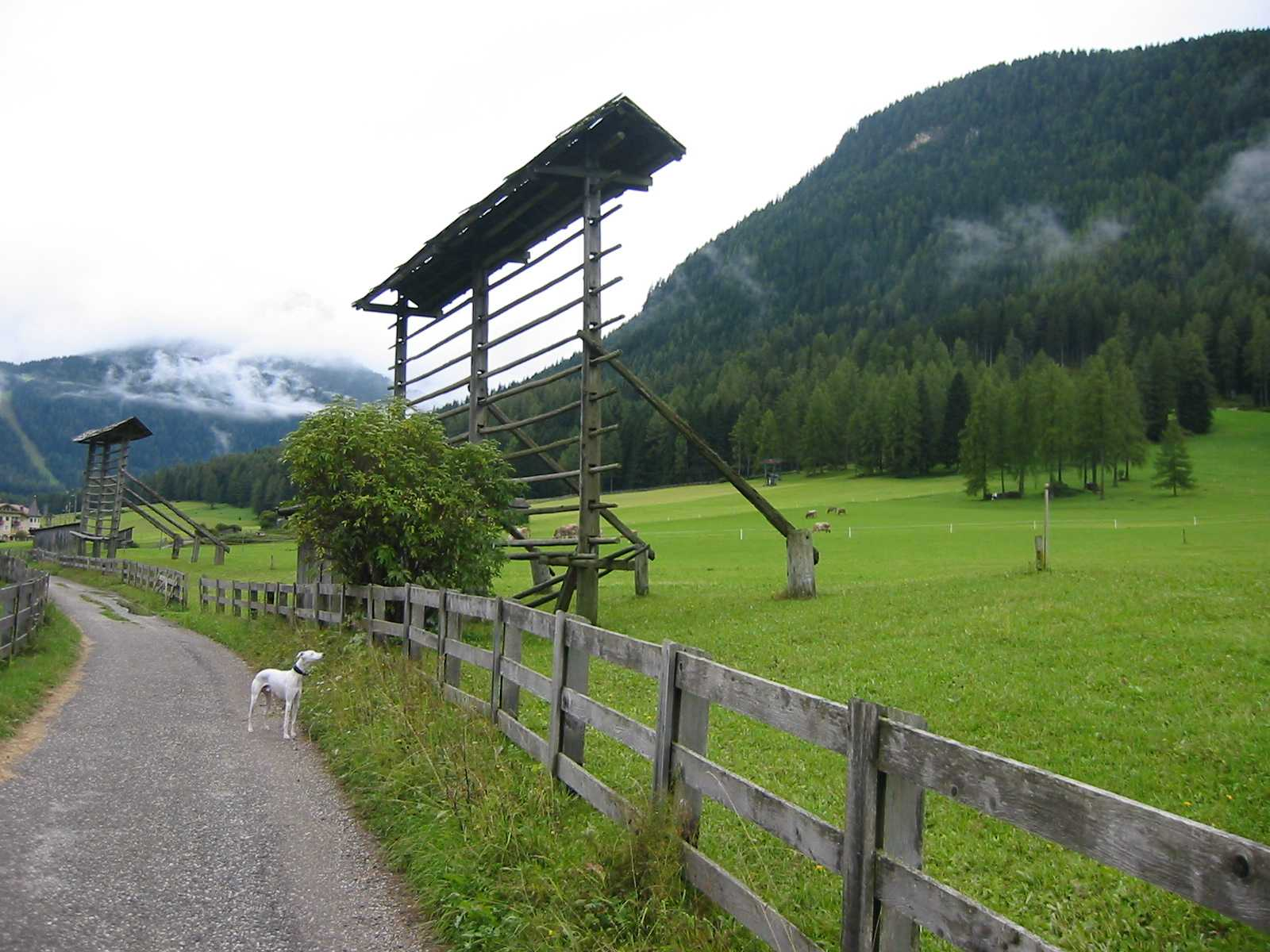
Una "Harpfe" a Sesto in val Pusteria

## Utilizzo
Il fieno è in genere utilizzato nella nutrizione di bovini, equini, caprini e ovini. Anche i piccoli animali domestici come conigli e piccoli roditori mangiano il fieno. Soprattutto per i conigli l'alimentazione corretta è a base di fieno, senza cereali, pane, pellets, eccetera. Il fieno per i conigli rappresenta l'alimento principe, importante anche per mantenere una corretta masticazione, consumando i denti ed evitando problemi di malocclusione. I maiali invece non digeriscono molto bene le fibre vegetali.
Il fieno viene usato come alimento principale quando o dove non ci sono abbastanza pascoli a disposizione, questo può accadere a causa delle condizioni climatiche come durante l'inverno oppure dove non ci sono pascoli disponibili in quanto il terreno viene impiegato per l'agricoltura.

## Nutrire con il fieno
Il fieno viene solitamente somministrato a un animale al posto (o a integrazione) dell'erba fresca che può mangiare in un pascolo, in particolare in inverno o in periodi in cui la siccità o altre condizioni rendono il pascolo non disponibile. Gli animali che possono mangiare il fieno variano nei tipi di erba adatti al consumo, nei modi in cui consumano il fieno e in che modo lo assimilano. Pertanto, diversi tipi di animali richiedono il fieno che consiste in piante simili a quello che mangerebbero mentre pascolavano, e allo stesso modo, le piante che sono tossiche per un animale al pascolo sono anche tossiche se vengono essiccate nel fieno.

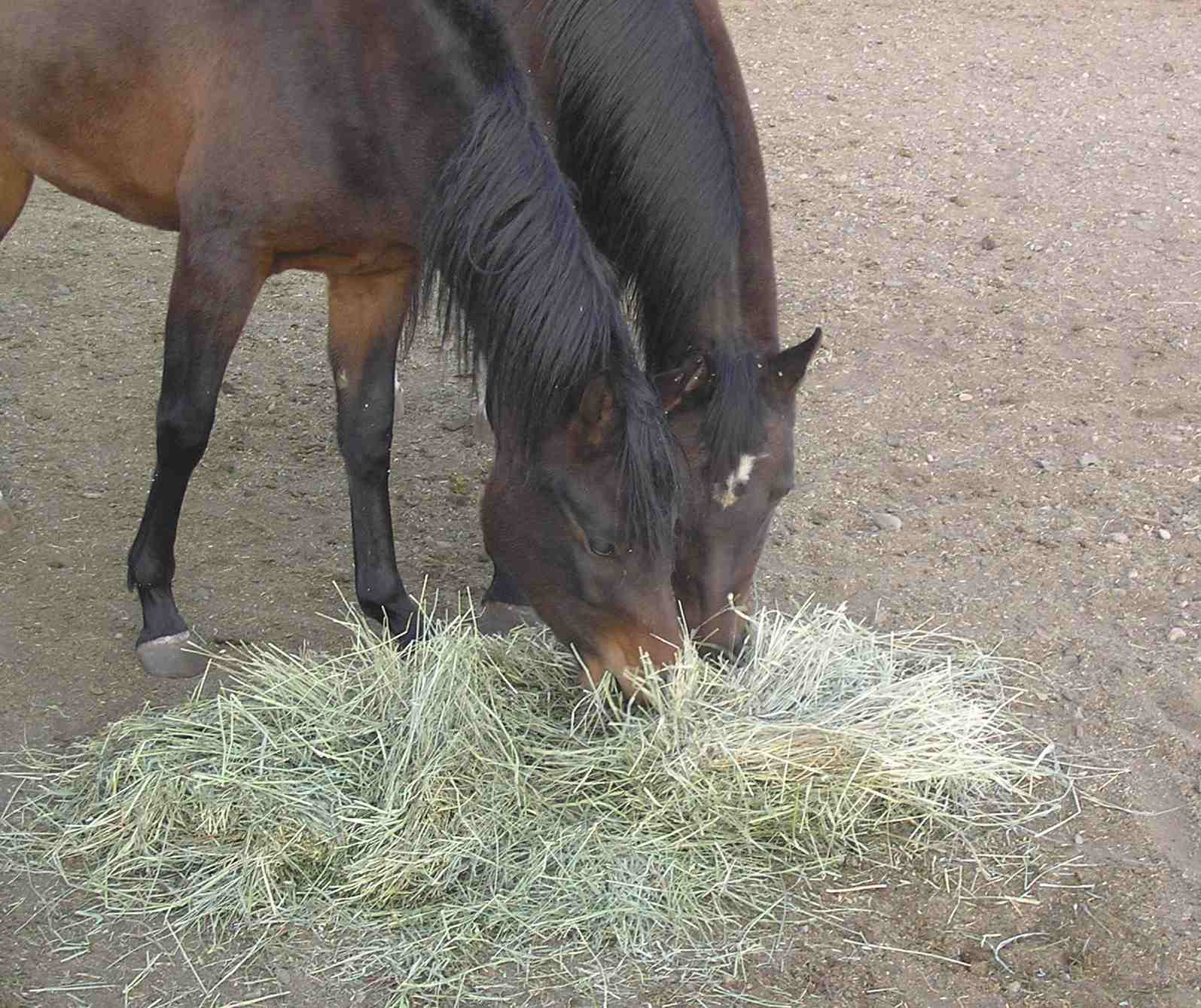
Cavalli che mangiano il fieno

La maggior parte degli animali viene nutrita con fieno in due pasti giornalieri, mattina e sera. Tuttavia, questo programma è più per la comodità degli esseri umani, poiché la maggior parte degli animali al pascolo consuma naturalmente foraggio in più pasti per tutto il giorno. Alcuni animali, in particolare quelli allevati per la carne, possono ricevere abbastanza fieno da essere semplicemente in grado di mangiare tutto il giorno. Altri animali, in particolare quelli che vengono cavalcati o guidati come animali da lavoro, sono liberi di mangiare solo quando non lavorano e possono ricevere una quantità più limitata di fieno per evitare che diventino troppo grassi. La giusta quantità di fieno e il tipo di fieno richiesto varia leggermente tra le diverse specie. Alcuni animali ricevono anche mangimi concentrati come integratori di cereali o vitamine oltre al fieno. Nella maggior parte dei casi, il foraggio da fieno o da pascolo deve costituire il 50% o più della dieta in base al peso.
Una delle differenze più significative nella digestione del fieno è tra gli animali ruminanti, come i bovini e gli ovini; e i non ruminanti, come i cavalli. Entrambi i tipi di animali possono digerire la cellulosa nell'erba e nel fieno, ma lo fanno con diversi meccanismi. A causa dello stomaco a quattro camere, i ruminanti sono spesso in grado di abbattere il foraggio più vecchio e avere maggiore tolleranza alle muffe e ai cambiamenti nella dieta. Lo stomaco e cieco a camera singola o "hindgut" del cavallo, che utilizza processi batterici per abbattere la cellulosa, è più sensibile ai cambiamenti nei mangimi e alla presenza di muffe o altre tossine, perciò i cavalli devono essere nutriti con fieno di migliore qualità.

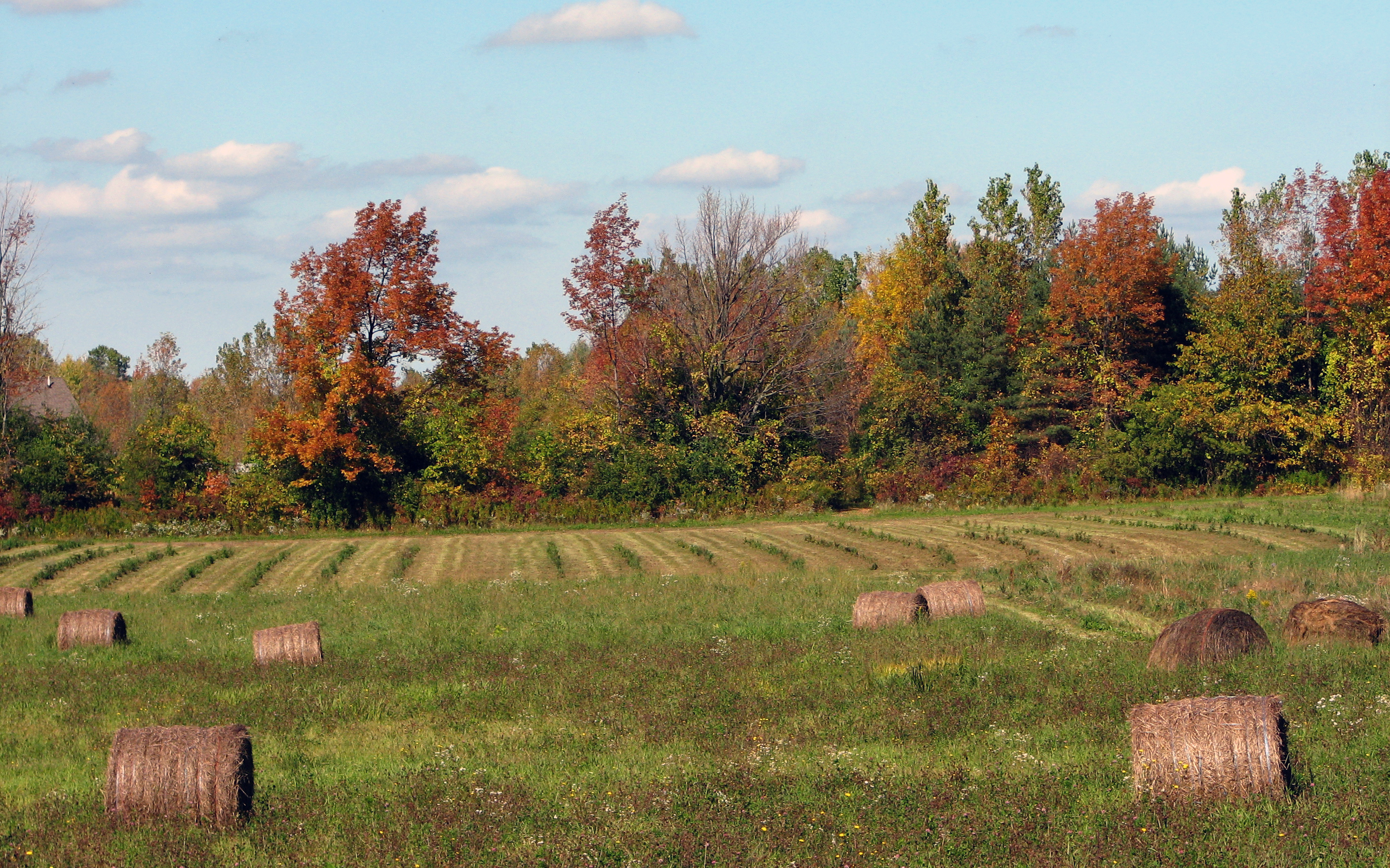
Queste balle rotonde sono state lasciate sul campo per molti mesi, forse più di un anno, esposte alle intemperie e sembrano marcire. Non tutti gli animali possono tranquillamente mangiare fieno con marciume o muffa

I ruminanti possono mangiare foraggi in quantità relativamente grandi in una sola somministrazione, e, a causa del processo di ruminazione, impiegare molto tempo per la digestione del cibo nello stomaco, spesso compiuta mentre il l'animale è sdraiato, a riposo. Le pecore mangiano dal 2 al 4% del loro peso corporeo al giorno in mangime secco, come il fieno,  e sono molto efficienti nell'ottenere la maggior quantità possibile di nutrimento da 1,5 a 2,5 kg al giorno di fieno o altri foraggi. 
A differenza dei ruminanti, i cavalli digeriscono il cibo in piccole porzioni durante il giorno e possono consumare solo circa il 2,5% del loro peso corporeo nei mangimi in qualsiasi periodo di 24 ore. Si sono evoluti per essere continuamente in movimento mentre pascolavano (coprendo fino a 80 km al giorno in natura) e il loro stomaco digerisce il cibo abbastanza rapidamente.  Quindi, estraggono più nutrimento da quantità minori di mangime. Tuttavia, quando i cavalli vengono nutriti con fieno di bassa qualità, possono sviluppare una "pancia di fieno" insana e malsana, a causa dell'eccessivo consumo di calorie "vuote". Se il loro tipo di mangime cambia radicalmente, o se vengono alimentati con fieno ammuffito o contenente piante tossiche, possono ammalarsi; la colica è la principale causa di morte nei cavalli. Nei cavalli Il fieno contaminato può anche portare a problemi respiratori.  Il fieno può essere immerso in acqua, cosparso di acqua o sottoposto a vapore per ridurre la polvere.

## Fabbricazione e trasporto del fieno
La produzione e la raccolta del fieno, colloquialmente nota come "fare fieno" o "fienagione", comporta un processo a più fasi: taglio, asciugatura o "polimerizzazione", rastrellatura, lavorazione e conservazione.  I campi di fieno non devono essere riseminati ogni anno nel modo in cui lo sono le colture di grano, ma la concimazione regolare è solitamente auspicabile, e la rotazione dei campi ogni pochi anni aiuta ad aumentare la resa.

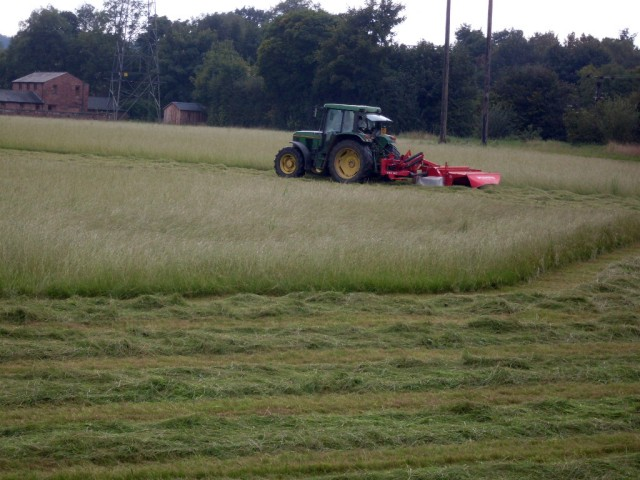
Un trattore che falcia un campo di fieno, con il fieno tagliato in primo piano.

I metodi e la terminologia per descrivere le fasi di produzione del fieno hanno subito notevoli variazioni nel corso della storia e molte varianti regionali esistono ancora oggi. Tuttavia, resta il fatto che se fatto che erba alta e legumi nella fase appropriata della maturità devono essere tagliati, a mano o con moderne attrezzature meccanizzate, quindi fatti asciugare (preferibilmente al sole), rastrellati in pile lunghe e strette, conosciute come andane. Successivamente, il fieno essiccato viene raccolto e pressato in balle  e posto in un luogo coperto e asciutto per proteggerlo dall'umidità e dalla decomposizione.
Durante la primavera e l'inizio dell'estate nei climi temperati l'erba cresce a un ritmo veloce. È al suo massimo valore nutritivo  - e va quindi tagliato - quando tutte le foglie sono completamente sviluppate e semi o capolini non sono ancora in piena maturità. Il fieno tagliato troppo presto non si asciugherà facilmente a causa dell'elevato contenuto di umidità, inoltre la sua resa per ettaro sarà inferiore rispetto all'erba più lunga e matura. Ma il fieno tagliato troppo tardi è più grossolano, ha un basso valore di rivendita e ha perso parte dei suoi nutrienti. Di solito c'è una "finestra" di tempo di due settimane in cui l'erba è nella sua fase ideale per la raccolta del fieno. Il momento per tagliare il fieno di erba medica è idealmente quando le piante raggiungono la massima altezza e producono boccioli di fiori o appena iniziano a fiorire, il taglio durante o dopo la piena fioritura ha come risultato un minore valore nutrizionale del fieno.

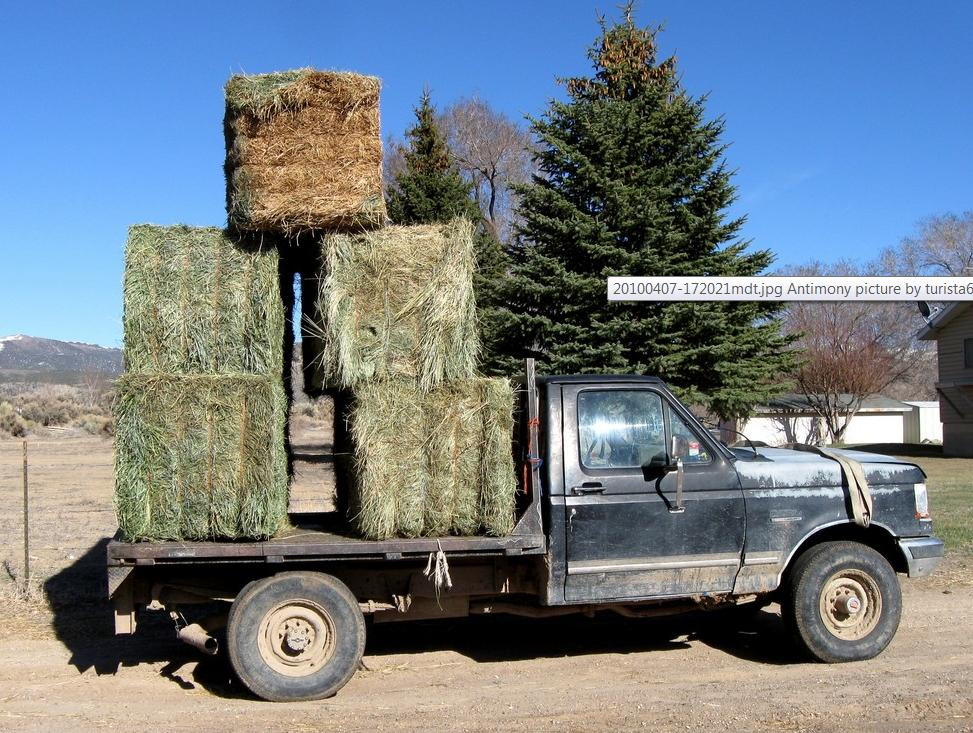
Trasporto moderno su piccola scala. Camioncino caricato con balle "di grandi dimensioni"

Il fieno può essere rastrellato in file mentre viene tagliato, quindi viene periodicamente asciugato, in particolare se si utilizza un ranghinatore moderno. Oppure, specialmente con attrezzature o metodi più vecchi, il fieno viene tagliato e lasciato sdraiato sul campo fino a quando non è asciutto, quindi rastrellato in file per essere poi trasformato in balle. Durante il periodo di asciugatura, che può richiedere diversi giorni, il processo di solito viene accelerato girando il fieno tagliato con un rastrello da fieno o estendendolo con uno spandivoltafieno. Se piove mentre il fieno si sta asciugando, girare l'andana può anche farlo asciugare più velocemente. Tuttavia, girare il fieno troppo spesso o troppo bruscamente può anche causare l'essiccamento della materia fogliare, riducendo le sostanze nutritive a disposizione degli animali. L'essiccazione può anche essere accelerata da processi meccanizzati, come l'uso di un condizionatore per il fieno, o di sostanze chimiche spruzzate sul fieno per accelerare l'evaporazione dell'umidità, sebbene queste siano tecniche più costose, non in uso generale tranne nelle aree in cui vi è una combinazione di tecnologia moderna, prezzi elevati per il fieno e troppa pioggia per far asciugare il fieno in modo adeguato.

Una rotopressa che scarica una balla di fieno appena rotolata

In alcuni luoghi, a seconda del clima e della cultura, il fieno viene raccolto e impilato senza essere prima imballato.
Il fieno deve essere completamente essiccato quando imballato e tenuto asciutto in magazzino. Se il fieno viene imballato mentre è troppo umido o si bagna durante lo stoccaggio, esiste un rischio significativo di combustione spontanea. Il fieno immagazzinato all'esterno deve essere impilato in modo tale che il contatto con l'umidità sia minimo. Alcune pile sono disposte in modo tale che il fieno stesso "getta" l'acqua quando cade. Altri metodi di impilamento utilizzano i primi strati o balle di fieno come copertura per proteggere il resto. Per mantenere completamente l'umidità, i mucchi di fieno possono essere coperti anche da teloni, e molte balle rotonde sono parzialmente avvolte in plastica come parte del processo di pressatura. Bisogna anche fare attenzione che il fieno non sia mai esposto a nessuna fonte di calore o fiamme, poiché il fieno secco e la polvere che produce sono altamente infiammabili.

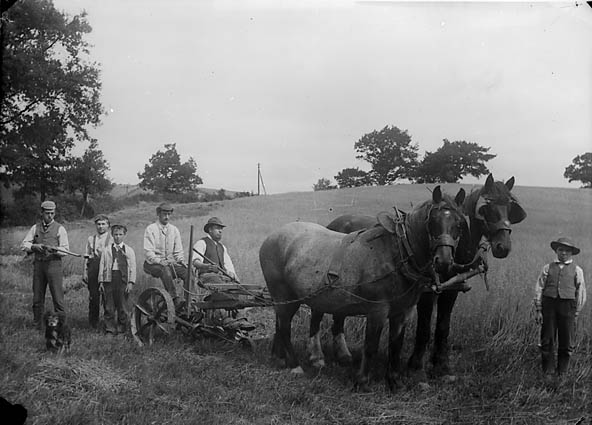
Fienagione in Galles, 1885

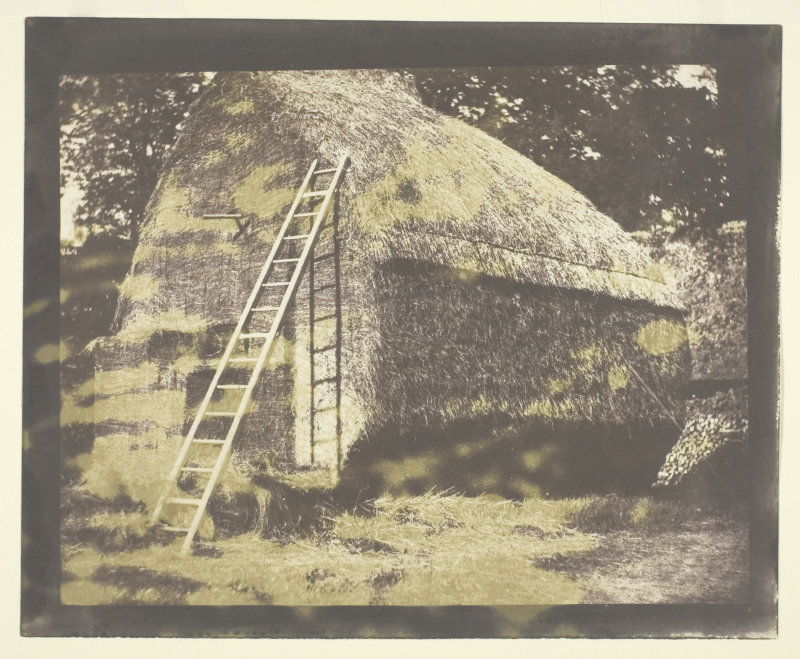
Haystack di Henry Fox Talbot, 1844.

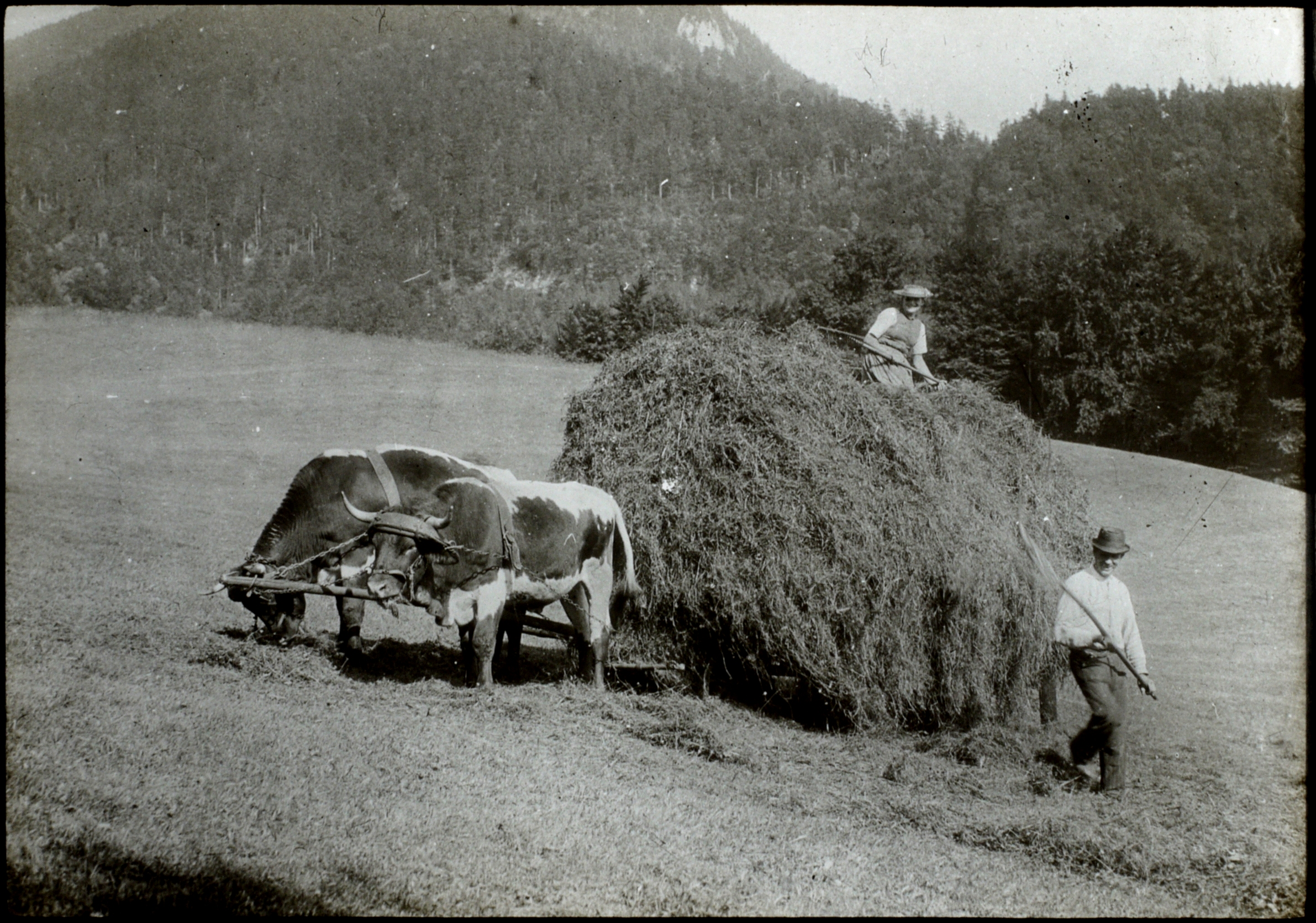
Luglio 1903 sul Gaisberg, vicino a Salisburgo

### Primi metodi

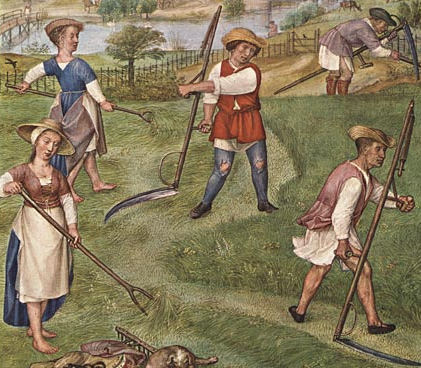
Haymakers
I primi agricoltori notarono che i campi coltivati producevano più foraggio in primavera di quanto gli animali potessero consumare, e che tagliare l'erba in estate, permettendogli di asciugarlo e conservarlo per l'inverno forniva agli animali addomesticati un'alimentazione di migliore qualità che semplicemente permettendoli di scavare nella neve in inverno per trovare l'erba secca. Pertanto, alcuni campi sono stati "zitti" per il fieno.
, dal Breviario Grimani, 1510

Fino alla fine del XIX secolo, l'erba e i legumi spesso non venivano coltivati insieme. Ma a partire dal XX secolo le buone tecniche di gestione del foraggio hanno dimostrato che i pascoli altamente produttivi erano un mix di erbe e legumi. In seguito, alcuni agricoltori hanno impiantato colture come l'erba medica diritta, per il fieno speciale come quello destinato ai bovini da latte.
Gran parte del fieno fu inizialmente tagliata a falce, essiccata sul campo e raccolta sui carri. In seguito, si usarono falciatrici trainate da cavalli. A partire dagli anni '30 la maggior parte della produzione di fieno è stata meccanizzata con l'introduzione di macchine agricole come il trattore e la pressa.
Il fieno essiccato veniva portato per lo stoccaggio in un'area di solito leggermente rialzata per il drenaggio, e accatastato. La catasta veniva resa impermeabile man mano che veniva costruita (un compito riservato a mani esperte) e il fieno si comprimeva sotto il suo stesso peso e in tal modo rilasciava l'umidità residua. La catasta era recintata e spesso ricoperta di paglia o di lamiera per tenerla asciutta.  Se necessario, fette di fieno venivano tagliate usando un coltello da fieno e distribuite agli animali ogni giorno.
In alcune fattorie il fieno sfuso veniva stoccato in una baracca, in un capannone o in una stalla, normalmente in modo tale da comprimerlo e curarlo, o riposto in un fienile appositamente costruito. In alternativa, veniva utilizzato un piano superiore di stalla  con i portelli nel pavimento per consentire di far scendere il fieno nella zona sottostante.

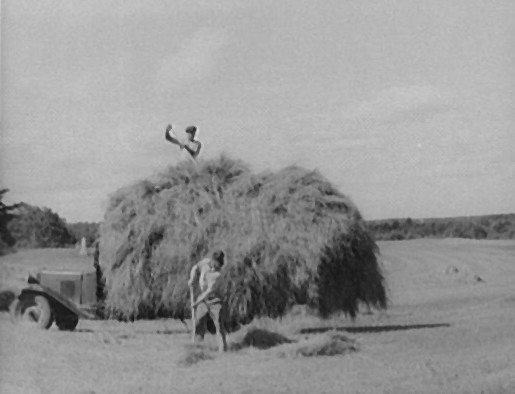
Due uomini che caricano il fieno su un camion in Massachusetts, nel 1936.

La balla di fieno iniziò con l'invenzione della prima pressa per fieno del 1850 circa. Il fieno fu imballato per facilitare la manipolazione e ridurre lo spazio necessario per lo stoccaggio e la spedizione. Le prime balle pesavano circa 300 libbre. Le macchine originali erano del modello verticale simile a quello fotografato dalla Greene Co. Historical Society. Per comprimere il fieno usavano un meccanismo a vite azionato da cavalli o un peso. Il primo brevetto per una pressa da fieno mossa a cavalli lo ottenne nel 1853 H. L. Emery.
La Società Storica di Greene County (NY) riferisce:  "Il raccolto di fieno per il mercato urbano era un fattore importante nella prima economia della contea di Greene e una pressa di fieno era essenziale per questo processo". Nel 1900 a Manhattan c'erano 130.000 cavalli, ognuno dei quali consumava quindici-venti chili di fieno al giorno.  Ciò significava 400.000 tonnellate di fieno, molte delle quali provenienti dalla contea di Greene, spedite in città all'inizio del XX secolo. 
Dal 1865 al 1914, la maggior parte del fieno in balle era impilata all'aperto e coperta con teloni. La pressa per balle continua arrivò nel 1914.

## Moderne tecniche meccanizzate
La moderna produzione di fieno meccanizzato oggi viene solitamente eseguita da un certo numero di macchine. Mentre le piccole operazioni utilizzano un trattore per tirare vari attrezzi per falciare e rastrellare, le operazioni più grandi utilizzano macchine specializzate come una falciatrice o un ranghinatore, che sono progettate per tagliare il fieno e disporlo in un'andana in un solo passaggio. Le rotopresse vengono solitamente trainate da un trattore, con presse più grandi che richiedono trattori più potenti.
Le rotopresse mobili, macchine che raccolgono e imballano il fieno in un unico processo, sono state sviluppate per la prima volta intorno al 1940. Le prime presse producevano balle rettangolari abbastanza piccole da essere sollevate da una persona, di solito tra 70 e 100 libbre (32 e 45 kg) ciascuna. Le dimensioni e la forma hanno permesso alle persone di raccogliere le balle, impilarle su un veicolo per il trasporto in un'area di stoccaggio, quindi costruire un pagliaio a mano. Tuttavia, per risparmiare lavoro e aumentare la sicurezza, sono stati sviluppati anche caricatori e impilatori per meccanizzare il trasporto di piccole balle dal campo al pagliaio. Più tardi nel XX secolo, le presse sono state sviluppate in grado di produrre grandi balle che pesano fino a 3.000 libbre (1.400 kg).

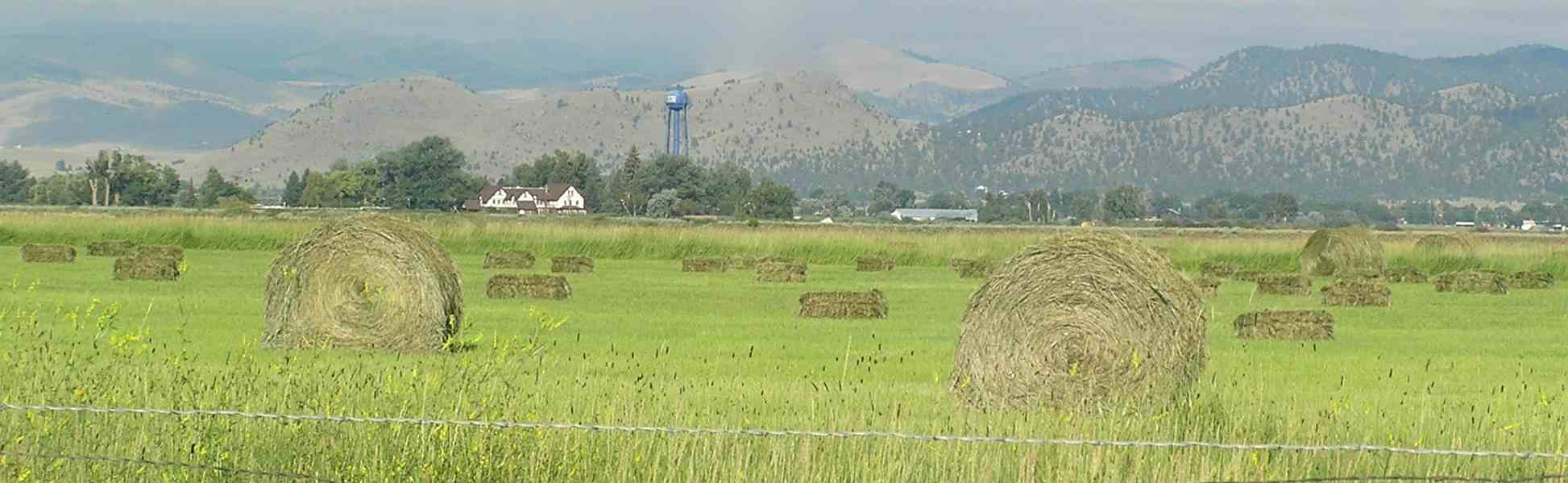
Presse diverse possono produrre balle di fieno di diverse dimensioni e forme. Qui sono state utilizzate due presse diverse per creare sia grandi balle rotonde sia piccole balle quadrate.

Il condizionamento del fieno è diventato popolare. L'idea di base è che diminuisce il tempo di asciugatura, in particolare nei climi umidi o se la pioggia interferisce con il fienagione. Di solito, una soluzione salina viene spruzzata sulla parte superiore del fieno (generalmente l'erba medica) che aiuta ad asciugare il fieno. Il condizionamento può anche riferirsi ai rulli all'interno di un ranghinatore che increspa l'erba medica per aiutare a spremere l'umidità. 

### Fecondazione e controllo delle infestanti

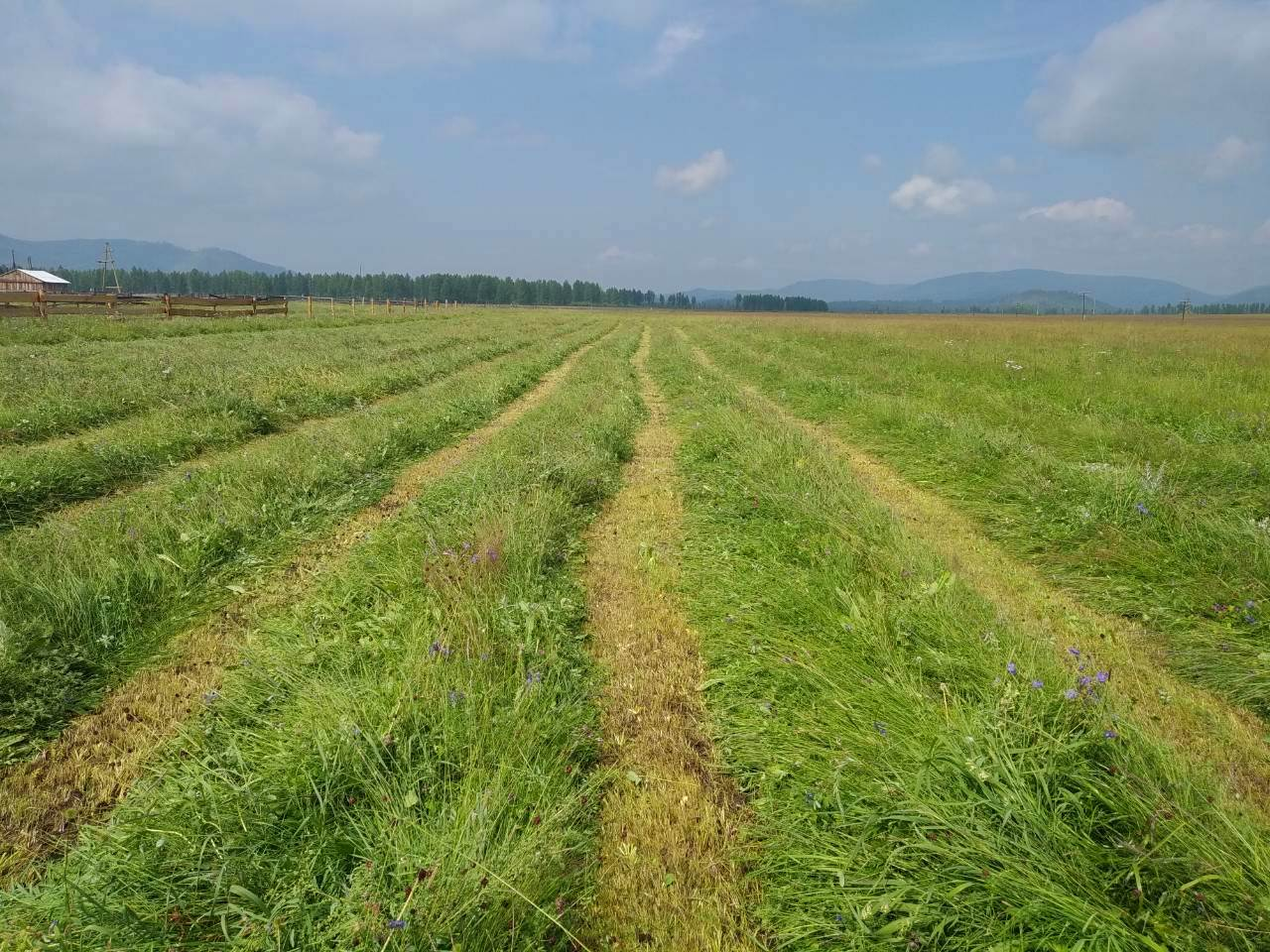
Fieno appena tagliato nei prati alpini nella regione montuosa della Buriazia

La moderna produzione di fieno si basa spesso su fertilizzanti artificiali ed erbicidi. Tradizionalmente, il letame è stato usato sui campi di fieno, ma oggi si usano anche fertilizzanti chimici moderni.  Il fieno che deve essere certificato come erbaceo per l'uso in aree selvagge deve spesso essere spruzzato con erbicidi chimici per tenere le erbacce indesiderate dal campo, e talvolta anche i campi di fieno non certificati vengono spruzzati per limitare la produzione di erbacce nocive. Tuttavia, sono necessarie forme organiche di fertilizzazione e controllo delle infestanti per il fieno coltivato per il consumo da parte di animali la cui carne sarà in definitiva certificata biologica.  A tal fine, il compostaggio e la rotazione del campo possono aumentare la fertilità del suolo e la regolare falciatura dei campi nella fase di crescita del fieno riduce spesso la prevalenza di erbe indesiderate. In tempi recenti, alcuni produttori hanno sperimentato il fango di liquami umani per far crescere il fieno.  Questo non è un metodo biologico certificato e nessuna etichetta di avvertimento è richiesta dall'EPA. Una preoccupazione per il fieno cresciuto nei fanghi di depurazione umana è che il fieno può assorbire metalli pesanti, che vengono poi consumati dagli animali. L'avvelenamento da molibdeno è una preoccupazione particolare nei ruminanti come mucche e capre e ci sono stati decessi di animali. Un'altra preoccupazione riguarda un diserbante noto come amminopiralid , che può passare attraverso il tratto digestivo degli animali, rendendo il letame risultante tossico per molte piante e quindi inadatto come fertilizzante per colture alimentari. Gli erbicidi aminopiralid e correlati possono persistere nell'ambiente per diversi anni.

## Balle

### Piccole balle

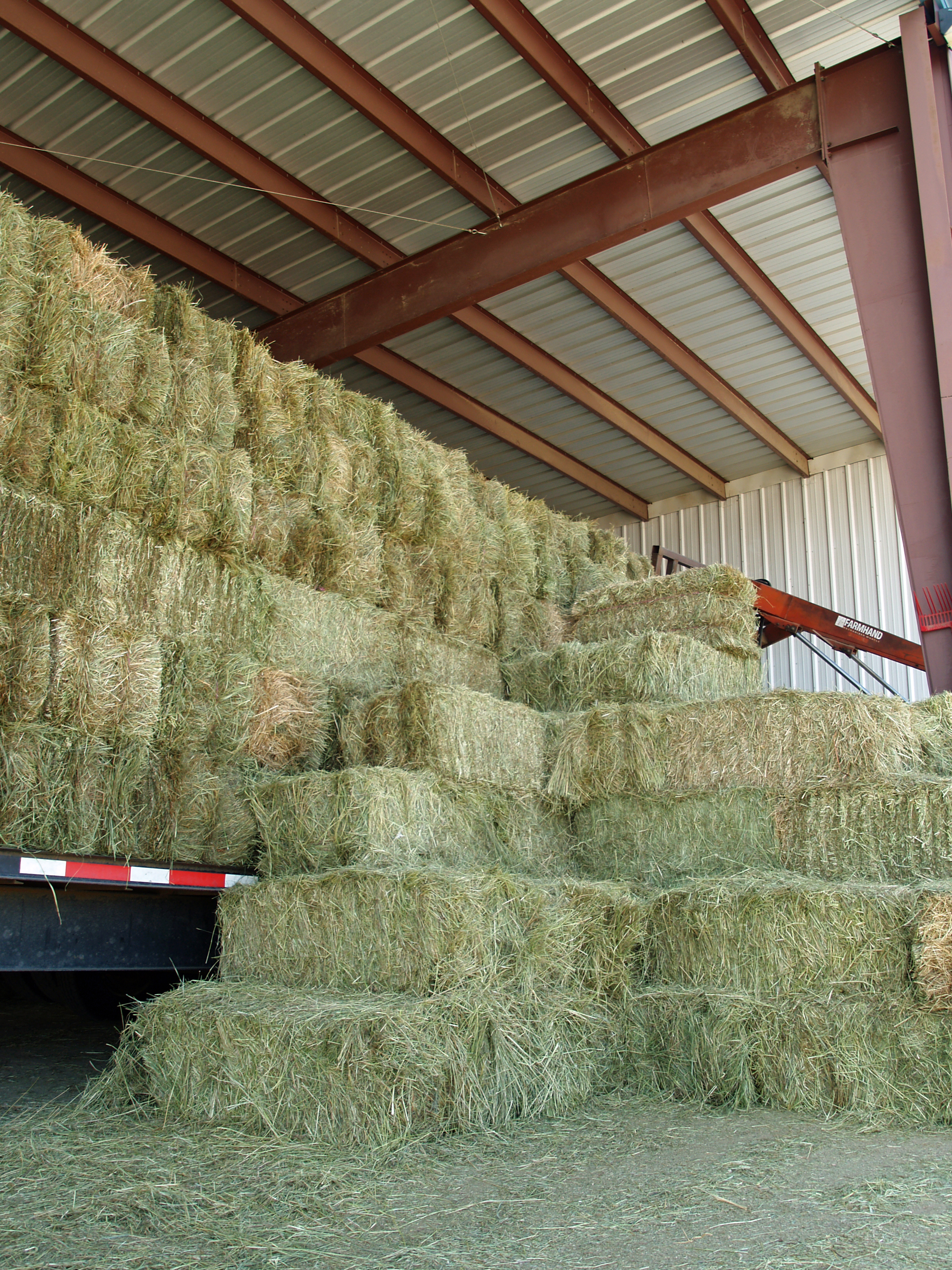
Quando possibile, il fieno, in particolare piccole balle quadrate come queste, dovrebbe essere conservato al coperto e protetto dalle precipitazioni.

Mentre le presse per balle di piccole dimensioni sono ancora prodotte, così come caricatori e impilatori, ci sono alcune aziende agricole che utilizzano ancora attrezzature prodotte oltre 50 anni fa, mantenute in buono stato.  La piccola balla rimane parte della tradizione e delle tradizioni del ranch in generale con gare di "fieno" ancora tenute per divertimento in molti rodei e fiere di contea.
Le piccole balle quadrate sono impilate in modo incrociato a volte chiamato "rick" o "hayrick". La pioggia tende a lavare la nutrizione dal fieno e può causare deterioramento o muffa. Il fieno nelle piccole balle quadrate è particolarmente suscettibile a questo, ed è quindi spesso immagazzinato in un alveare o protetto da teloni. Se ciò non viene fatto, i due strati superiori della catasta vengono spesso persi per marcire e modellare, e se la pila non è disposta in modo corretto, l'umidità può penetrare ancora più in profondità nella catasta. La forma arrotondata e la compattazione più stretta di piccole (e grandi) balle rotonde li rendono meno sensibili al deterioramento, poiché l'acqua ha meno probabilità di penetrare nella balla. L'aggiunta dell'involucro di rete, che non viene utilizzato su balle quadrate, offre una resistenza agli agenti atmosferici ancora maggiore.
Le persone che tengono un piccolo numero di animali possono preferire piccole balle che possono essere maneggiate da una sola persona senza macchinari. Esiste anche il rischio che le balle di fieno possano essere ammuffite o contenere carcasse in decomposizione di piccole creature che sono state accidentalmente uccise dalle attrezzature di balle e travolte nella balla, che può produrre tossine come il botulismo. Entrambi possono essere letali per gli erbivori non ruminanti, come i cavalli, e quando ciò accade, l'intera balla contaminata viene generalmente espulsa, un'altra ragione per cui alcune persone continuano a sostenere il mercato delle piccole balle.

### Grandi balle

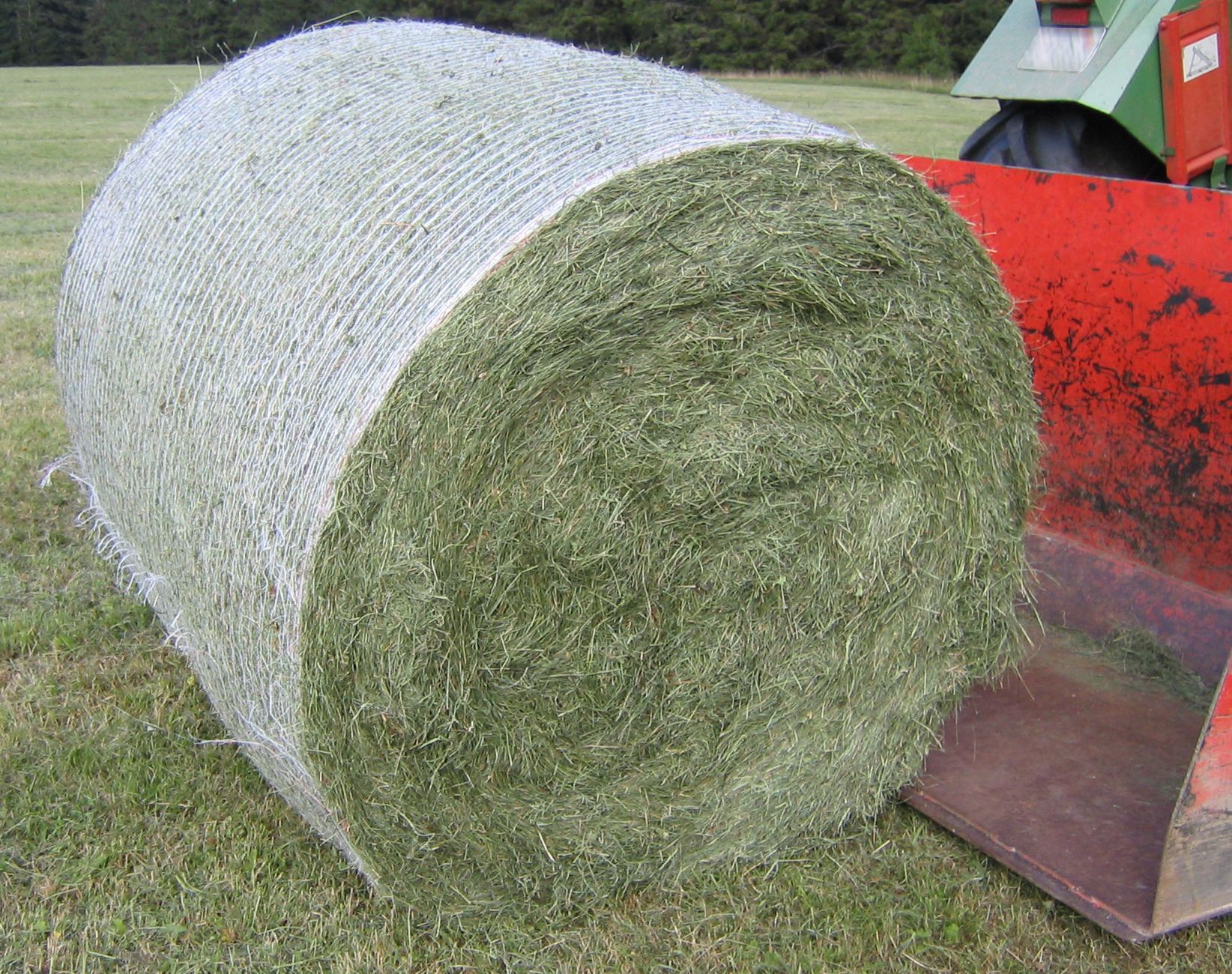
Le balle rotonde sono più difficili da gestire rispetto alle balle quadrate ma comprimono il fieno in modo più stretto. Questa balla rotonda è parzialmente ricoperta da un involucro di rete, che è un'alternativa allo spago.

Gli agricoltori che hanno bisogno di fare grandi quantità di fieno possono scegliere balle che producono balle molto più grandi, massimizzando la quantità di fieno che è protetto dagli elementi. Le grandi balle sono di due tipi, rotonde e quadrate. Le grandi balle quadrate, che possono pesare fino a 1.000 chilogrammi (2.200 lb), possono essere impilate e sono più facili da trasportare sui camion. Le grandi balle rotonde, che in genere pesano da 300 a 400 chilogrammi (660-880 lb), sono più resistenti all'umidità e imballano il fieno in modo più denso (specialmente al centro). Le balle rotonde vengono rapidamente alimentate con l'uso di attrezzature meccanizzate.
Il rapporto tra volume e superficie consente a molti allevatori di aree secche di lasciare grandi balle all'esterno finché non vengono consumate. Gli agricoltori della zona umida e quelli in climi con abbondanti nevicate possono impilare balle rotonde sotto una tettoia o un telo, ma possono anche usare un involucro di plastica leggero ma durevole che racchiude parzialmente le balle lasciate all'esterno. L'involucro respinge l'umidità, ma lascia scoperte le estremità della balla in modo che il fieno stesso possa "respirare" e non inizi a fermentare.  Tuttavia, quando è possibile conservare le balle rotonde sotto un capannone, esse durano più a lungo e il fieno si perde per marcire e umidità.

### Insilato

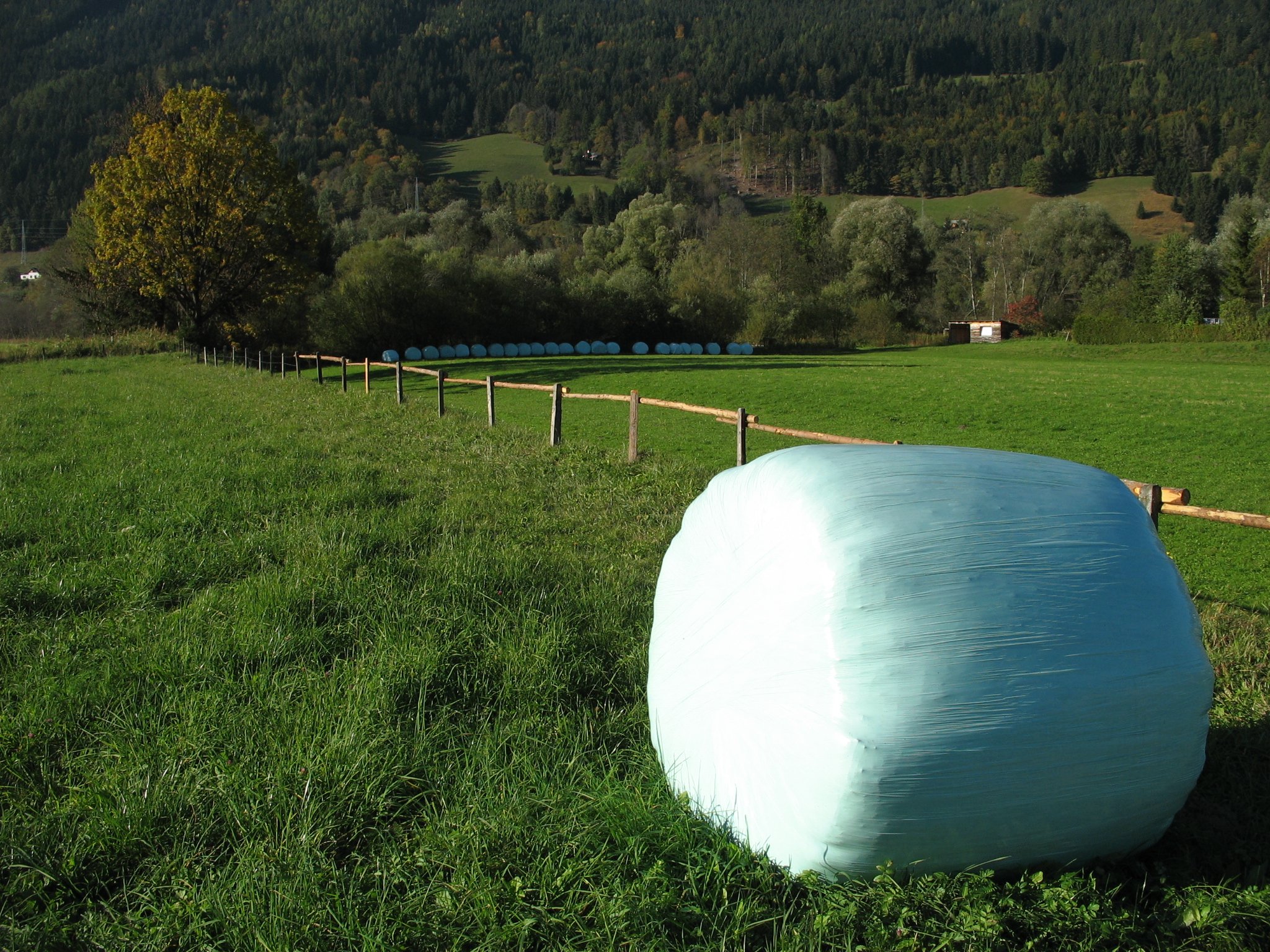
Una balla di insilato completamente avvolta in Austria.

Per gli animali che mangiano insilato, è possibile utilizzare un fasciatore per sigillare completamente una balla rotonda e attivare il processo di fermentazione. È una tecnica utilizzata come processo per risparmiare denaro da produttori che non hanno accesso a un silo e per produrre insilati trasportati in altri luoghi. Tuttavia, un silo è ancora un metodo preferito per produrre insilati. In climi molto umidi, è un'alternativa legittima all'essiccazione del fieno completamente e, se elaborato correttamente, il processo di fermentazione naturale previene la formazione di muffa e marciume. L'insilato rotondo è talvolta chiamato anche "haylage", ed è visto più comunemente in Europa che negli Stati Uniti o in Australia. Tuttavia, il fieno immagazzinato in questo modo deve rimanere completamente sigillato in plastica, poiché eventuali fori o lacerazioni possono arrestare le proprietà di conservazione della fermentazione e portare al deterioramento.

## Tipologie
Il fieno viene tagliato e raccolto più volte nel corso dell'anno. A seconda del periodo in cui avviene questa operazione, prende nomi diversi:
- Fieno di primo taglio: detto maggengo, perché viene raccolto in maggio (ma anche in giugno), è il fieno migliore;
- Fieno di secondo taglio: detto agostano;
- Fieno di terzo taglio: detto settembrino o grumereccio o terzuolo è quello con qualità nutritive inferiori.